# Partito della Sinistra Estone
Il Partito della Sinistra Estone (in estone: Eesti Vasakpartei - EVP) è stato un partito politico estone di orientamento socialista democratico nato dalla trasformazione del Partito Comunista dell'Estonia (EKP).

## Storia
Nel corso del suo XX congresso, tenutosi il 25 marzo 1990, il Partito Comunista dell'Estonia, guidato da Vaino Väljas, aveva dichiarato la propria indipendenza dal PCUS, ma la componente rimasta fedele a Mosca aveva dato vita ad un nuovo Partito Comunista dell'Estonia.
L'originario partito comunista, ormai divenuto indipendente dal PCUS, si registrò ufficialmente il 18 dicembre 1990, cambiando poi la propria denominazione:
- Partito Democratico Estone del Lavoro (Eesti Demokraatlik Tööpartei), il 28 novembre 1992;
- Partito Socialdemocratico Estone del Lavoro (Eesti Sotsiaaldemokraatlik Tööpartei), nel gennaio 1998;
- Partito della Sinistra Estone, il 18 dicembre 2004.

Nel 2008 si fuse con il Partito della Costituzione costituendo il Partito della Sinistra Unita Estone.
Il partito era organizzato attraverso il centralismo democratico: il presidente del partito ed il segretario generale erano scelti dal Comitato Centrale, nel quale figuravano i membri del partito rappresentanti le varie zone del paese.

## Risultati elettorali
| Elezione                                    | Voti                                  | %                                     | Seggi                                 |
| Partito Democratico Estone del Lavoro       | Partito Democratico Estone del Lavoro | Partito Democratico Estone del Lavoro | Partito Democratico Estone del Lavoro |
| ------------------------------------------- | ------------------------------------- | ------------------------------------- | ------------------------------------- |
| Parlamentari 1992                           | 7.374                                 | 1,61                                  | 0 / 101                               |
| Parlamentari 1995                           | 12.248                                | 2,27                                  | 0 / 101                               |
| Partito Socialdemocratico Estone del Lavoro |                                       |                                       |                                       |
| Parlamentari 1999                           | N.D.                                  | N.D.                                  | N.D.                                  |
| Parlamentari 2003                           | 2.059                                 | 0,42                                  | 0 / 101                               |
| Europee 2004                                | 1.057                                 | 0,46                                  | 0 / 6                                 |
| Partito della Sinistra Estone               |                                       |                                       |                                       |
| Parlamentari 2007                           | 607                                   | 0,12                                  | 0 / 101                               |